# Lennart Lindegren
Lennart Lindegren, född 1950, är en svensk astronom som är verksam som professor vid Lunds universitet.
Lindegren disputerade 1980 i Lund på en doktorsavhandling om optisk astronomi. Hans forskningsområde är framför allt astrometri, och han har varit verksam inom flera projekt inom Europeiska rymdorganisationen (ESA), bland annat Hipparcos och Gaia.
Lindegren invaldes 2009 som ledamot av Kungliga Vetenskapsakademien.